# Милан Индор
Милан Индор (на италиански: Milan Indoor) е професионален турнир по тенис, провеждан в Милано, Италия.

## История
Първите четири издания на турнира от 1978 г. до 1982 г. са част от Световното първенство по тенис (WCT), като е включен и в календара на Гран При Тур.
От 1982 г. до 1989 г. турнирът е част от Супер Сериите на веригата Гран При Тур. Първоначално турнирът се играе в Палацо дело Спорт, близо до стадион Сан Сиро, но през 1985 г. ПалаЛидо е място на събитието поради обилен снеговалеж през януари същата година, причинил срутване на покрива на Палацо дело Спорт. През 1987 г. турнирът се премества отново, този път в новопостроената зала Палацо Трусарди.
От 1990 г. до 1992 г. турнирът е част от веригата ATP Тур, като е част от Световните серии, най-ниското ниво на ATP. През 1993 г. се изкачва на по-високо ниво в Шампионските серии. През 1991 г. залата Асаго Форум е домакин на събитието.
През 1998 г. турнирът се премества в Лондон, Англия и се играе в Батерси парк, след което се мести в Лондон Арена през 2000 г. и става част от категорията Международни серии Голд. През 2001 г. поради загуба на основния спонсор турнирът се завръща в първоначалния си град домакин Милано, като се провежда в ПалаЛидо до последното си издание през 2005 г.
Най-успешни играчи на сингъл са Джон Макенроу и Борис Бекер с по четири титли. Стефан Едберг и Роджър Федерер печелят първата си титла в кариерата на сингъл на този турнир.

## Финали
| Домакин | Година | Шампион           | Финалист          | Резултат                        |
| ------- | ------ | ----------------- | ----------------- | ------------------------------- |
| Минало  | 2005   | Робин Сьодерлинг  | Радек Щепанек     | 6 – 3, 6 – 7(2–7), 7 – 6(7–5)   |
| Минало  | 2004   | Антони Дюпюи      | Марио Анчич       | 6 – 4, 6 – 7(12–14), 7 – 6(7–5) |
| Минало  | 2003   | Мартин Веркерк    | Евгени Кафелников | 6 – 4, 5 – 7, 7 – 5             |
| Минало  | 2002   | Давиде Сангвинети | Роджър Федерер    | 7 – 6(7–2), 4 – 6, 6 – 1        |
| Минало  | 2001   | Роджър Федерер    | Жулиен Бутер      | 6 – 4, 6 – 7(7–9), 6 – 4        |
| Лондон  | 2000   | Марк Росе         | Евгени Кафелников | 6 – 4, 6 – 4                    |
| Лондон  | 1999   | Рихард Крайчек    | Грег Руседски     | 7 – 6(8–6), 6 – 7(5–7), 7 – 5   |
| Лондон  | 1998   | Евгени Кафелников | Седрик Пиолин     | 7 – 5, 6 – 4                    |
| Минало  | 1997   | Горан Иванишевич  | Серхи Бругера     | 6 – 2, 6 – 2                    |
| Минало  | 1996   | Горан Иванишевич  | Марк Росе         | 6 – 3, 7 – 6(7–3)               |
| Минало  | 1995   | Евгени Кафелников | Борис Бекер       | 7 – 5, 5 – 7, 7 – 6(8–6)        |
| Минало  | 1994   | Борис Бекер       | Петер Корда       | 6 – 2, 3 – 6, 6 – 3             |
| Минало  | 1993   | Борис Бекер       | Серхи Бругера     | 6 – 3, 6 – 3                    |
| Минало  | 1992   | Омар Кампорезе    | Горан Иванишевич  | 3 – 6, 6 – 3, 6 – 4             |
| Минало  | 1991   | Александър Волков | Кристиано Карати  | 6 – 1, 7 – 5                    |
| Минало  | 1990   | Иван Лендъл       | Тим Майот         | 6 – 3, 6 – 2                    |
| Минало  | 1989   | Борис Бекер       | Александър Волков | 6 – 1, 6 – 2                    |
| Минало  | 1988   | Яник Ноа          | Джими Конърс      | 4 – 4 отказва се                |
| Минало  | 1987   | Борис Бекер       | Милослав Мечирж   | 6 – 4, 6 – 3                    |
| Минало  | 1986   | Иван Лендъл       | Йоаким Нюстрьом   | 6 – 2, 6 – 2, 6 – 4             |
| Минало  | 1985   | Джон Макенроу     | Андерс Ярид       | 6 – 4, 6 – 1                    |
| Минало  | 1984   | Стефан Едберг     | Матс Виландер     | 6 – 4, 6 – 2                    |
| Минало  | 1983   | Иван Лендъл       | Кевин Кърън       | 5 – 7, 6 – 3, 7 – 6             |
| Минало  | 1982   | Гилермо Вилас     | Джими Конърс      | 6 – 3, 6 – 3                    |
| Минало  | 1981   | Джон Макенроу     | Бьорн Борг        | 7 – 6(7–2), 6 – 4               |
| Минало  | 1980   | Джон Макенроу     | Виджай Амритраж   | 6 – 1, 6 – 4                    |
| Минало  | 1979   | Джон Макенроу     | Джон Александър   | 6 – 4, 6 – 3                    |
| Минало  | 1978   | Бьорн Борг        | Витас Герулайтис  | 6 – 3, 6 – 3                    |